# Ïgor' Avdeyev
Ïgorʹ Gennadʹyevïç Avdeyev (in kazako Игорь Геннадьевич Авдеев?, in russo Игорь Геннадьевич Авдеев?, Igor' Gennad'evič Avdeev; Almaty, 10 gennaio 1973) è un ex calciatore kazako, di ruolo difensore.

## Palmarès

### Club
- Campionato kazako: 1

Taraz: 1996

### Individuale
- Calciatore kazako dell'anno: 2

1999, 2000